# ترجیحات آشکار
نظریه ترجیحات آشکار (به انگلیسی: Revealed preference) که اولین بار توسط پل ساموئلسون ارائه شده بود، راهی برای تحلیل انتخاب‌های انجام شده توسط افراد است. از این نظریه برای مقایسهٔ تأثیر سیاست‌ها روی رفتار مصرف‌کننده استفاده می‌شود. مدل‌های ترجیح آشکار شده فرض می‌کنند که ترجیح‌های مصرف‌کنندگان می‌توانند توسط عادت‌های خرید آن‌ها آشکارسازی گردند.
نظریه ترجیحات آشکار به این دلیل ظهور کرد که نظریه‌های موجود تقاضای مشتری براساس کاستن نرخ حاشیه‌ای جایگزینی (MRS) می‌باشد. این کاهش MRS بر اساس این فرض است که مصرف‌کنندگان انتخاب‌های مصرف را برای حداکثرسازی مطلوبیتشان انجام می‌دهند. درحالیکه حداکثرسازی مطلوبیت یک فرضیهٔ بحث‌برانگیز نیست، توابع مطلوبیت زیربنایی را نمی‌توان با اطمینان زیاد اندازه‌گیری کرد. نظریه ترجیح‌های آشکارشده راهی برای منطبق‌شدن با نظریه تقاضا، از طریق تعریف توابع مطلوبیت توسط مشاهده رفتار است.
از این رو ترجیحات آشکار راهی برای استنتاج ترجیح‌های افرادی است که به آن‌ها انتخاب‌های «مشاهده‌شده» داده شده‌است. این نظریه در مقابل تلاش‌ها برای اندازه‌گیری مستقیم ترجیح‌ها یا مطلوبیت (مثلاً از طریق ترجیح‌های بیان شده) است. اگر اقتصاد یک موضوع تجربی درنظرگرفته شود، این مشکل وجود دارد که هیچ‌کس نمی‌تواند ترجیح‌ها را مشاهده کند. به زبان دیگر، براساس مدافعان نظریه ترجیح آشکارشده «آنچیزی که شما می‌خواهید از طریق آنچه که انجام می‌دهید، و نه آنچه که می‌گویید، آشکار می‌شود».